# Ce soir-là
Chansons représentant Monaco au Concours Eurovision de la chanson
Mon ami Pierrot
(1959) Allons, allons les enfants
(1961)
Ce soir-là est une chanson, écrite par Pierre Dorsey, composée par Hubert Giraud et interprétée par François Deguelt pour représenter Monaco au Concours Eurovision de la chanson 1960 se déroulant à Londres.

## À l'Eurovision
Elle est intégralement interprétée en français, langue nationale de Monaco, comme le veut la coutume avant 1966. L'orchestre est dirigé par Raymond Lefèvre.
Ce soir-là est la 8e chanson interprétée lors de la soirée, suivant Du hast mich so fasziniert de Harry Winter pour l'Autriche et précédant Cielo e terra d'Anita Traversi pour la Suisse.
À la fin du vote, Ce soir-là termine 3e sur 13 chansons, obtenant 15 points,.

## Liste des titres
| A1. | Ce soir-là               | Pierre Dorsey    | Hubert Giraud              |  |
| A2. | Jean                     | François Deguelt | François Deguelt           |  |
| B1. | Linda                    | Jeannine Roger   | Jean-Pierre Mottier        |  |
| B2. | Sur la piste (plus loin) | André Salvet     | Ferde Grofé, Marc François |  |

## Classements

### Classements hebdomadaires
| Classement (1960)                       | Meilleure position |
| --------------------------------------- | ------------------ |
| Belgique (Wallonie Ultratop 50 Singles) | 46                 |
| France (IFOP)                           | 24                 |

## Historique de sortie
| Pays   | Date | Format         | Label    |
| ------ | ---- | -------------- | -------- |
| France | 1960 | super 45 tours | Columbia |